# Mariusz Strzałka
Mariusz Strzałka (ur. 27 marca 1959 we Wrocławiu) – polski szpadzista, od 1988 roku reprezentujący Niemcy. Srebrny medalista olimpijski i czterokrotny medalista mistrzostw świata.
Jego pierwszym trenerem - później także w kadrze Polski - był Adam Medyński. Bronił barw AZS Politechnika Wrocławska, następnie AZS Kolejarz Wrocław. W 1985 zdobył tytuł indywidualnego mistrza Polski, wielokrotnie triumfował także w drużynie. 
Na igrzyskach olimpijskich w Moskwie w 1980 reprezentacja Polski w składzie: Andrzej Lis, Piotr Jabłkowski, Mariusz Strzałka, Ludomir Chronowski i Leszek Swornowski zdobyła srebrny medal. W turnieju indywidualnym nie startował.
W 1983 zdobył srebrny medal letniej uniwersjady w Edmonton w turnieju drużynowym.
Pod koniec lat 80. zamieszkał w RFN i został zawodnikiem Fecht-Club Tauberbischofsheim. Wkrótce znalazł się w niemieckiej reprezentacji. 
Podczas mistrzostw świata w Budapeszcie w 1991 roku wspólnie z Robertem Felisiakiem, Arndem Schmittem i Elmarem Borrmannem zdobył brązowy medal w zawodach drużynowych. W tej samej konkurencji Niemcy ze Strzałką w składzie zdobywali brązowy medal na mistrzostwach świata w Essen w 1993 roku, srebrny na mistrzostwach świata w Atenach rok później oraz złoty na mistrzostwach świata w Hadze w 1995 roku.
Ponadto na mistrzostwach Europy w Linzu w 1993 roku zdobył indywidualnie srebrny medal.
W barwach tego kraju brał także udział w igrzyskach olimpijskich w Atlancie (był ósmy indywidualnie i czwarty w drużynie).
Po zakończeniu kariery został trenerem w Niemieckim Związku Szermierki (DFB).